# 22.ª Brigada Mecanizada Independiente (Ucrania)
La 22.ª Brigada Mecanizada Independiente «Mykolaiv»   es una unidad militar independiente de las Fuerzas Terrestres de Ucrania, organizada como una brigada mecanizada de combate.
A principios de 2023, durante la invasión rusa a gran escala contra Ucrania, la brigada fue reactivada y equipada principalmente con armamento de origen soviético, incluyendo vehículos de combate de infantería BMP-1, lanzacohetes múltiples BM-21 Grad, obuses autopropulsados 2S1 Gvozdika y 2S3 Akatsiya, así como cañones antiaéreos ZU-23. Adicionalmente, la brigada recibió tanques modernizados T-72, entre ellos modelos T-72AMT, T-72 Ural y el PT-91 Twardy suministrado por Polonia, además de vehículos utilitarios estadounidenses HMMWV. En junio de 2023, unidades de la brigada fueron observadas participando en la batalla de Bajmut. Posteriormente, se convirtió en una de las primeras formaciones ucranianas en cruzar la frontera y entrar en la óblast de Kursk durante operaciones ofensivas en territorio ruso.
El 5 de mayo de 2025, la brigada fue condecorada con el nombre honorífico «Mykolaiv» mediante decreto presidencial firmado por Volodímir Zelenski.